# Helga Mauersberger
Helga Mauersberger (23 de abril de 1931 - 23 de maio de 2021) foi uma produtora de cinema e jornalista alemã.
Em 1992 tornou-se directora administrativa de consultoria de mídia, produção e consultoria de roteiro em Hamburgo. Entre 1952 e 1957 foi jornalista da Frankfurter Neue Presse e Spiegel, de 1957 a 1980 editora da Hessischer Rundfunk e Norddeutscher Rundfunk e de 1980 a 1991 directora do Studio Hamburg Atelier GmbH.
Mauersberger faleceu em Hamburgo a 23 de maio de 2021, aos 90 anos.